# Concerto per pianoforte e orchestra n. 2 (Mozart)
Il passo successivo a quello della trascrizione per un organico più "ampio" delle tre sonate di Johann Christian Bach, compiuto dal piccolo Mozart è rappresentato dai quattro concerti K 37, K 39, K 40 e K 41, composti tra l'aprile e il luglio 1767, a Salisburgo.
I quattro concerti sono lavori basati su materiale (per clavicembalo) di altri compositori, tanto che lo stesso Leopold non li inserì nel catalogo delle opere del figlio, redatto nel 1768, in quanto forse rappresentavano parte di quel repertorio che il giovane Mozart avrebbe dovuto eseguire nel giro dei suoi successivi concerti a Vienna. Al contrario, Köchel li classificò come opere originali, e perciò occupano ancora i primi quattro posti nella serie da 1 a 27 dei concerti per pianoforte e orchestra (che perciò sarebbero in realtà 23).
Il Concerto per pianoforte e orchestra n. 2 in Si bemolle maggiore K 39, risale al giugno 1767 ed è così strutturato:
- il primo e il terzo movimento sono tratti dalla Sonata n. 1 di Hermann Friedrich Raupach op. 1;
- l'andante centrale è modellato sul primo movimento della Sonata n. 2 di Johann Schobert op. 17.

L'orchestra ha lo stesso organico del concerto n. 1.
Nonostante il principio operativo sia identico a quello impiegato nel Concerto K 37, qui Mozart rielabora i temi con uno spirito drammatico più evidente, anche se comunque lontano dalla naturalezza che contraddistinguerà le opere della maturità artistica del compositore. Appaiono, soprattutto nell'Andante, delle piccole modifiche alla scrittura del solista, quella mutuata dalla Sonata di Schobert.